# Bagienna Dolina Drwęcy
Bagienna Dolina Drwęcy (PLB040002) – obszar specjalnej ochrony ptaków w ramach programu Natura 2000 w województwie kujawsko-pomorskim o powierzchni 3366,06 ha. W całości położony na terenie powiatu brodnickiego, głównie w mezoregionie Dolina Drwęcy. Zatwierdzony w 2004 roku. Obszar Bagiennej Doliny Drwęcy (PLB040002) w większości pokrywa się z ostoją ptaków IBA Bagienna Dolina Drwęcy (PL055).

## Charakterystyka
Bagienna Dolina Drwęcy zajmuje duże zakole rzeki powyżej Brodnicy. Szerokość doliny na tym odcinku wynosi od 0,5 do 3 km, ma ona naturalny charakter, rzeka silnie meandruje, a jej korytu towarzyszą starorzecza i sieć kanałów. Otoczona jest stromymi zboczami, które w większości są zalesione. Dno doliny jest płaskie, bagniste, wiosną zalewane wodami Drwęcy. Oprócz chronionych w Unii Europejskiej łąk trzęślicowych dno zajmują trzcinowiska i turzycowiska. Dużą część doliny porastają zbiorowiska wierzb, olsy, łęgi i bory sosnowe. W obszarze chronionym znajdują się również dolne odcinki Brynicy i Samionki oraz jeziora Sopień i Ostrów.

## Awifauna
Na terenie Bagiennej Doliny Drwęcy stwierdzono występowanie 43 gatunków ptaków wymienionych w załączniku nr 1 dyrektywy ptasiej, głównie ptactwa wodnego i wodno-błotnego. Populacja zatrzymujących się tu ptaków wodno-błotnych sięga 20 tys. Spośród nich w trakcie migracji i lęgów licznie występują m.in.:
- gęś białoczelna (do 7 tys. osobników)
- gęś zbożowa (do 3,3 tys. osobników)
- gęgawa (do 60 par lęgowych)[1]

Mniej liczne gatunki ptaków to m.in.:
- podróżniczek (do 25 par lęgowych)[1]
- żuraw (do 20 par lęgowych)
- derkacz zwyczajny (do 9 par lęgowych)
- bielik zwyczajny (do 5 ptaków)
- orlik krzykliwy (do 2 par lęgowych)[2]

Występuje tu również 10 gatunków zwierząt wymienionych w załączniku nr 2 dyrektywy siedliskowej, m.in.
- wydra
- bóbr
- nocek duży
- mopek zachodni[3]

## Zagrożenia
Największym zagrożeniem dla gniazdowania ptaków jest zarastanie łąk i mokradeł w dolinie. Zagrożeniem jest też zalesianie, obniżenie poziomu wód gruntowych, działania z zakresu ochrony przeciwpowodziowej oraz zwiększenie zabudowy.

## Inne formy ochrony przyrody
Niemal cała powierzchnia obszaru „Bagienna Dolina Drwęcy” leży w granicach Brodnickiego Parku Krajobrazowego oraz Obszaru Chronionego Krajobrazu Doliny Drwęcy. Ponadto na terenie obszaru znajduje się część rezerwatu przyrody Rzeka Drwęca oraz siedliskowego obszaru Natura 2000 „Dolina Drwęcy” (PLH280001).

## Ścieżka dydaktyczna
W centralnej części Nadleśnictwa Brodnica, w miejscowości Bobrowiska znajduje się przyrodniczo-leśna ścieżka dydaktyczna. Przeznaczona jest wyłącznie do ruchu pieszego, dostępna jest przez cały rok. Jej długość to ok. 800 m, zaczyna się i kończy w tym samym punkcie. Wzdłuż trasy znajduje się wiata, liczne tablice tematyczne oraz wieża widokowa.